# 세종 비암사 영산회괘불탱
세종 비암사 영산회괘불탱(世宗 卑岩寺 靈山會掛佛幀)은 세종특별자치시 전의면, 비암사 사찰에 있는 조선시대의 불화이다. 2007년 9월 20일 대한민국의 충청남도 유형문화재 제182호로 지정되었으나, 2012년 7월 1일 세종특별자치시 출범에 따라 지정이 해지되고, 2012년 12월 31일 세종특별자치시 유형문화재 제12호로 지정되었다.

## 개요
비암사는 대한불교조계종 제6교구 본사인 마곡사의 말사이다. 영산회괘불은 석가모니의 영축산 설법을 듣기 위해 모여든 성중들을 함께 묘사한 그림으로 석가모니의 설법 장면을 장엄하게 표현한 것이다.
비암사 영산회괘불탱 중앙에는 정면관을 취한 석가여래가 거신광의 광배에 싸여 결가부좌한 모습으로 그 주위를 6타방불과 시방제불, 용왕과 용녀가 상단을 둘러싸고 있으며, 옆에는 제석천과 범천, 가섭과 아난, 12제자와 신중들이 배치되었고 하단부에는 좌우협시보살인 문수와 보현보살, 사천왕상을 배치하고 있다. 석가불은 화면의 중앙부에 항마촉지의 수인을 하고 위에서 아래를 굽어보는 듯한 자세로 앉아 있다. 전체적으로 밝은 색조를 띄며 선명한 보색을 사용하여 장식적이고 화려함을 더해주고 있다.
하단부에는 묵서로 적은 화기가 남아 있는데 '신겸비구 응상비구 응열비구 덕회비구'를 비롯한 화원들의 이름이 열거되어 있다. 이중에서 신겸은 1652년 청원 《안심사영산회괘불탱》(국보 297호)을 제작한 화원이며, 응열은 1650년 《갑사삼신불괘불탱》(국보 제298호), 1664년 《공주 신원사괘불탱》, 1673년 《수덕사 노나사괘불탱》(보물 제1263호)을 제작한 화가로 충청도 지역에서 활동하였다.
이 괘불탱은 17세기 충청도지역의 대표적인 화승인 신겸이 여러 명의 화승들과 함께 그린 것이다. 비로 화면의 상단부 일부가 없어져 다시 제작한 것이지만 남아있는 부분의 뛰어난 필치와 안정된 색감, 상승감을 유도하는 인물의 배치 등에서 17세기 괘불을 대표하는 작품이라고 할 수 있다. 그 뿐 아니라 화기를 통해 조성연대와 시주자, 화승, 봉안사찰 등을 확인할 수 있어 동 시기 괘불 및 불화 양식의 연구에도 중요한 자료가 되고 있다.

## 현지 안내문
괘불탱화란 사찰에서 큰 법회나 의식을 행하기 위해 법당 앞뜰에 걸어놓고 예배를 드리는 대형 불교그림을 말한다. 비암사에 보관되어 있는 이 괘불은 효종 8년(1657년)에 조성된 불화로서 조성시기, 화원, 봉안장소가 정확하게 남아있다. 이 괘불은 필치가 세련되고, 인물의 표현기법 및 배치가 독특하며, 파스텔조의 뛰어난 색감과 당당한 자태의 석가와 협시보살의 표현에서 신겸(信謙)의 뛰어난 묘사를 엿볼 수 있다. 그 중에서도 특히 노비구들의 응시하는 듯 자연스러운 얼굴 표정과 사천왕상의 부릅뜬 눈, 다문 작은 입과 큼직한 코 등의 해학적인 표현이 돋보이고, 하단으로부터 위로 갈수록 인물의 크기를 점점 작게 그려 원근법을 사용한 것이 특징이다. 화가 신겸(信謙), 응상(應祥), 응열(應悅) 등이 그린 이 괘불은 평면적인 색면을 지향했던 일련의 작품과는 달리 독특한 채색 활용과 뛰어난 입체적인 묘사로 17세기 화풍을 비교·연구하는데 귀중한 자료이다.

## 같이 보기
- 비암사

## 참고 자료
- 세종 비암사 영산회괘불탱 - 국가유산청 국가유산포털
- 충청남도 문화재대관, 충청남도역사문화연구원